# Норянджин (станция метро)
«Норянджин» (кор. 노량진역) — станция Сеульского метро наземная на Первой (Линия Кёнбусон) (экспресс и локальная) и подземная на Девятой (экспресс и локальная) линиях. На станции установлены платформенные раздвижные двери.
Она представлена двумя боковыми платформами на обеих линиях. Станция на 1 линии обслуживается Корейской национальной железнодорожной корпорацией (Korail), на 5 линии — корпорацией Девятой линии Сеульского метрополитена (Seoul Metro Line 9 Corporation). Расположена в квартале Норянджин 1-дон района Тонджакку города Сеул (Республика Корея).
На Первой линии поезда Кёнвон экспресс (GWː Gyeongwon) и Кёнкин экспресс (GI: Gyeongin) обслуживают станцию; Кёнбусон красный экспресс (GB: Gyeongbu red express) частично, Кёнбусон зелёный экспресс (SC: Gyeongbu green express) не обслуживают станцию.
Пассажиропоток — на 1 линии 77 070 чел/день (на 2013 год), на 9 линии 56 860 чел/день